# Rotsgekko's
Rotsgekko's (Afroedura) zijn een geslacht van gekko's (Gekkota) uit de familie Gekkonidae.

## Naam
De groep werd voor het eerst wetenschappelijk beschreven door Arthur Loveridge in 1944. Veel soorten behoorde lange tijd tot het geslacht Oedura. Er worden tegenwoordig 32 verschillende soorten erkend. Het soortenaantal verandert echter regelmatig; negen soorten zijn pas in 2014 wetenschappelijk beschreven en vier soorten zijn pas bekend sinds 2021. De Nederlandstalige naam slaat op het feit dat veel soorten gespecialiseerd zijn in het leven tussen de rotsen.

## Uiterlijke kenmerken
Alle soorten hebben een afgeplat lichaam, kop en staart. De lichaamslengte is ongeveer 4,5 tot 8 centimeter exclusief staart. De lichaamskleur is lichtbruin tot roze, veel soorten hebben een patroon van onregelmatige vlekken op het lichaam en de staart. De buikzijde is lichter en ongevlekt. De kop is duidelijk van het lichaam te onderscheiden en heft grote goed ontwikkelde ogen.
De staart is ongeveer even lang als het lijf en breekt gemakkelijk af bij predatie (caudale autotomie) maar groeit ook snel weer aan. Vaak is de staart dan dikker en soms groeien meerdere staartpunten uit de oorspronkelijke staart. De poten eindigen in vier vingers of tenen, die altijd twee of drie groepen hechtlamellen hebben. De vingers en tenen dragen geen klauwen.

## Verspreiding en habitat
De verschillende soorten komen voor in delen van Afrika en leven in de landen Angola, Botswana, Lesotho, Mozambique, Namibië, Swaziland, Zimbabwe, Zuid-Afrika, Zululand. Het overgrote deel -achttien soorten- komt endemisch voor in Zuid-Afrika.
De habitat is heel verschillend, sommige soorten komen voor op zeeniveau en anderen leven hoog in de bergen. Van de sneeuwrotsgekko (Afroedura nivaria) is bekend dat het dier op besneeuwde bergtoppen nog actief is. Veel soorten leven in rotsige omgevingen met gesteenten als gneis, graniet, schist of zandsteen.
Twee soorten worden door de internationale natuurbeschermingsorganisatie IUCN beschouwd als 'gevoelig' (Near Threatened of NT), zoals de soort Afroedura major. Deze rotsgekko heeft een geschat verspreidingsgebied van minder dan 700 vierkante kilometer.

## Levenswijze
Alle soorten schuilen overdag in nauwe kieren in de rosten. Sommige soorten leven op bomen, maar dan wel met schuilplaatsen zoals bomen met losse boombast waaronder geschuild kan worden of rottende, holle bomen. Op het menu staan vooral insecten zoals kevers, vliegen en vlinders en andere ongewervelden zoals spinnen.
Er worden door de vrouwtjes twee eieren afgezet die rond van vorm zijn en een harde schaal hebben. Ze worden in kieren en spleten gedeponeerd en zijn erg kleverig zodat ze niet snel loskomen.

## Soortenlijst
| Soorten uit het geslacht Afroedura  | Soorten uit het geslacht Afroedura                                         | Soorten uit het geslacht Afroedura          |
| ----------------------------------- | -------------------------------------------------------------------------- | ------------------------------------------- |
| Naam                                | Auteur                                                                     | Verspreidingsgebied                         |
| Afroedura africana                  | Boulenger, 1888                                                            | Namibië, Zuid-Afrika                        |
| Afroedura amatolica                 | Hewitt, 1925                                                               | Zuid-Afrika                                 |
| Afroedura bogerti                   | Loveridge, 1944                                                            | Angola, Namibië                             |
| Afroedura broadleyi                 | Jacobsen, Kuhn, Jackman & Bauer, 2014                                      | Zuid-Afrika                                 |
| Afroedura donveae                   | Branch, Schmitz, Lobón-Rovira, Baptista, António & Conradie, 2021          | Angola                                      |
| Afroedura gorongosa                 | Branch , Guyton, Schmitz, Barej, Naskrecki, Farooq, Verburgt & Rödel, 2017 | Mozambique                                  |
| Afroedura granitica                 | Jacobsen, Kuhn, Jackman & Bauer, 2014                                      | Zuid-Afrika                                 |
| Afroedura haackei                   | Onderstall, 1984                                                           | Zuid-Afrika                                 |
| Afroedura halli                     | Hewitt, 1935                                                               | Zuid-Afrika                                 |
| Afroedura hawequensis               | Mouton & Mostert, 1985                                                     | Zuid-Afrika                                 |
| Afroedura karroica                  | Hewitt, 1925                                                               | Lesotho, Zuid-Afrika                        |
| Afroedura langi                     | Fitzsimons, 1930                                                           | Zuid-Afrika                                 |
| Afroedura leoloensis                | Jacobsen, Kuhn, Jackman & Bauer, 2014                                      | Zuid-Afrika                                 |
| Afroedura loveridgei                | Broadley, 1963                                                             | Mozambique                                  |
| Afroedura major                     | Onderstall, 1984                                                           | Zuid-Afrika                                 |
| Afroedura maripi                    | Jacobsen, Kuhn, Jackman & Bauer, 2014                                      | Zuid-Afrika                                 |
| Afroedura marleyi                   | FitzSimons, 1930                                                           | Swaziland, Zululand                         |
| Afroedura multiporis                | Hewitt, 1925                                                               | Zuid-Afrika                                 |
| Afroedura namaquensis               | FitzSimons, 1938                                                           | Zuid-Afrika                                 |
| Sneeuwrotsgekko (Afroedura nivaria) | FitzSimons, 1938                                                           | Lesotho, Zuid-Afrika                        |
| Afroedura pienaari                  | Jacobsen, Kuhn, Jackman & Bauer, 2014                                      | Zuid-Afrika                                 |
| Afroedura pondolia                  | Hewitt, 1925                                                               | Zuid-Afrika, Swaziland                      |
| Afroedura pongola                   | Jacobsen, Kuhn, Jackman & Bauer, 2014                                      | Zuid-Afrika                                 |
| Afroedura praedicta                 | Branch, Schmitz, Lobón-Rovira, Baptista, António & Conradie, 2021          | Angola                                      |
| Afroedura rondavelica               | Jacobsen, Kuhn, Jackman & Bauer, 2014                                      | Zuid-Afrika                                 |
| Afroedura rupestris                 | Jacobsen, Kuhn, Jackman & Bauer, 2014                                      | Zuid-Afrika                                 |
| Afroedura tembulica                 | Hewitt, 1926                                                               | Zuid-Afrika                                 |
| Afroedura tirasensis                | Haacke, 1965                                                               | Namibië                                     |
| Afroedura transvaalica              | Hewitt, 1925                                                               | Botswana, Mozambique, Zimbabwe, Zuid-Afrika |
| Afroedura vazpintorum               | Branch, Schmitz, Lobón-Rovira, Baptista, António & Conradie, 2021          | Angola                                      |
| Afroedura waterbergensis            | Jacobsen, Kuhn, Jackman & Bauer, 2014                                      | Zuid-Afrika                                 |
| Afroedura wulfhaackei               | Branch, Schmitz, Lobón-Rovira, Baptista, António & Conradie, 2021          | Angola                                      |